# Flughafen Loreto

i8
i11
i13
Der Flughafen Loreto (spanisch Aeropuerto Internacional de Loreto, IATA-Code: LTO, ICAO-Code: MMLT) ist ein internationaler Flughafen bei der Stadt Loreto im Bundesstaat Baja California Sur auf der Halbinsel Niederkalifornien im Westen Mexikos. Er dient vorrangig touristischen Zwecken.

## Lage
Der Flughafen Loreto befindet sich an der Ostküste der Halbinsel Baja California gegenüber der Isla Carmen bei der Stadt Loreto etwa 1200 km (Luftlinie) nordwestlich von Mexiko-Stadt in einer Höhe von ca. 10 m.

## Flugverbindungen
Es werden sowohl nationale Flüge als auch zahlreiche internationale Flüge zu Städten in den USA abgewickelt.

## Passagierzahlen
Im Jahr 2019 wurden erstmals knapp 120.000 Passagiere abgefertigt. Danach erfolgte ein deutlicher Rückgang aufgrund der COVID-19-Pandemie.